# 앤디 재시

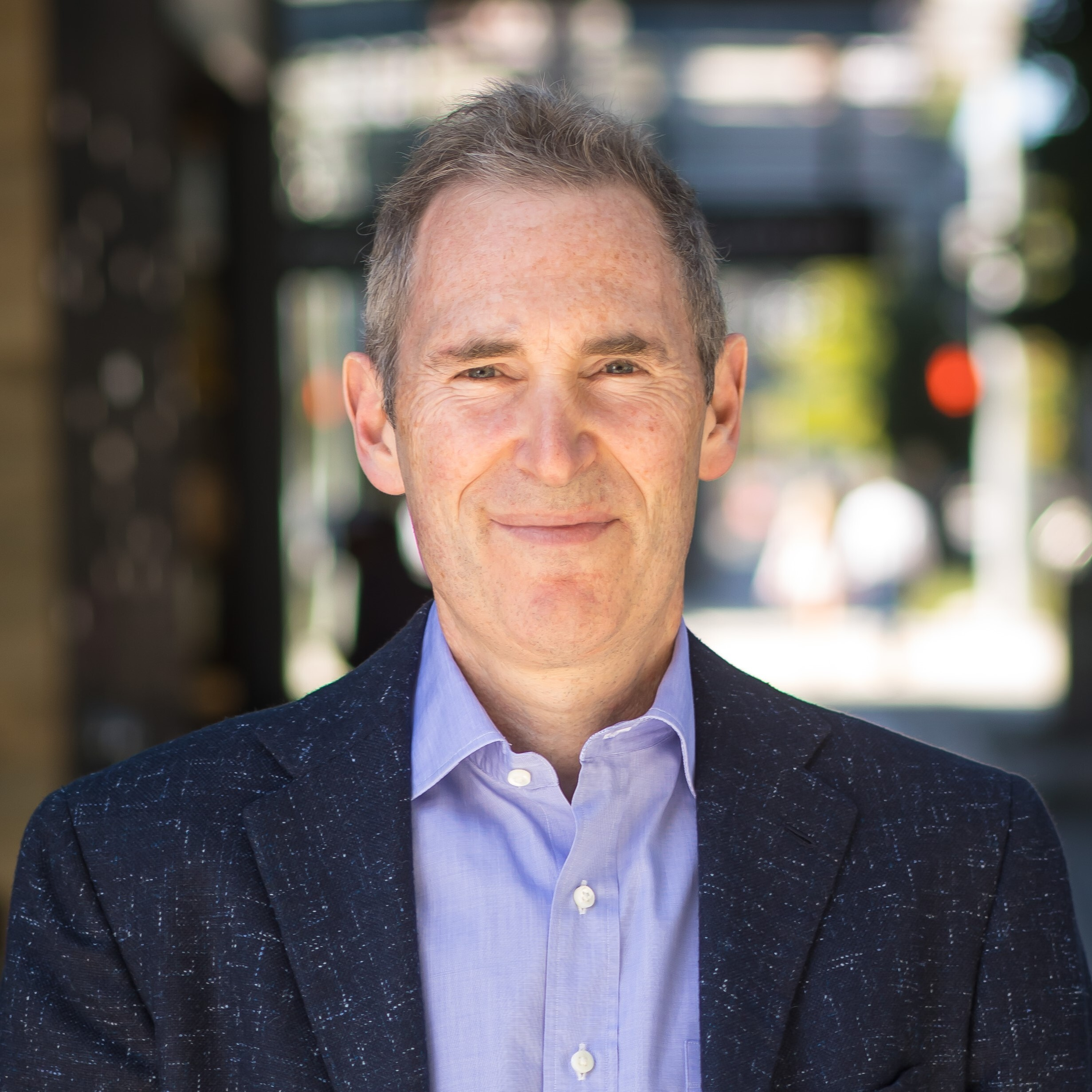
2021년 모습

앤디 재시(Andy Jassy, 본명: Andrew R. Jassy, 1968년 1월 13일 ~ )는 아마존 (기업)의 사장 (경영) 겸 최고경영자(CEO)인 미국의 기업 경영자이다. 2020년 4분기에 제프 베이조스와 아마존 이사회에 의해 임명되기 전 재시는 2003년부터 2021년까지 아마존 웹 서비스의 SVP이자 이후 CEO였다.

## 경력
재시는 졸업 후 5년 동안 근무한 후 수집품 회사인 MBI의 프로젝트 관리자로 MBA 프로그램에 입학했으며 그 후 MBI 동료와 함께 회사를 시작하고 폐쇄했다.
재시는 1997년 다른 하버드 MBA 동료들과 함께 마케팅 관리자로 아마존에 합류했다. 2003년에 그와 제프 베이조스는 2006년에 출시된 아마존 웹 서비스로 알려진 클라우드 컴퓨팅 플랫폼을 만드는 아이디어를 내놓았다. 재시는 57명으로 구성된 팀을 이끌었다.
2016년 재시는 파이낸셜 타임스가 선정한 올해의 인물로 선정되었다. 한 달 후 재시는 수석 부사장에서 아마존 웹 서비스의 CEO로 승진했다. 그해 재시는 3,660만 달러를 벌었다.
재시는 아마존 웹 서비스의 CEO로 일한 대가로 2020년에 $175,000의 기본 보상을 받았으며, 2023년부터 베스팅이 시작되는 아마존의 제한된 주식 단위 보상으로 4,023주(2020년 7월 26일 현재 $12,104,844.93의 가치)를 받았다. 그는 또한 2018년 4월에 10,000주(2020년 7월 26일 기준 $30,089,100 가치)에 대해 제한된 주식 단위 보상을 받았는데, 이는 2021년에 37.5%, 2022년에 12.5%, 2023년에 37.5%, 2024년에 12.5%를 귀속한다.
2021년 1월, 베이조스는 재시를 공식 후임자로 CEO로 지정했다. 2021년 7월 5일에 전환이 발생한다. 재시는 아마존의 CEO로서 10년 동안 총 2억 1,270만 달러에 달하는 급여 패키지를 받았다. 보상 패키지의 대부분은 재고가 있으며 10년 이상 보장된다.